# Финале Светског првенства у фудбалу 1938.
Финале Светског првенства 1938. је била фудбалска утакмица између Италије и Мађарске да би се одредио победник Светског првенства у фудбалу 1938. године. Ово је била последња утакмица Светског првенства пре Другог светског рата, а Италија је одбранила титулу победом од 4−2.
Утакмица је одржана на стадиону Олимпик Коломба у Паризу. Репрезентација Италије рано је повела, али је Мађарска изједначила два минута касније. Италијани су убрзо повратили вођство и до краја првог полувремена су водили са 3–1. Крајњим резултатом 4–2, Италија је успешно одбранила титулу, и постала прва земља која је освојила Светско првенство а да није била домаћин.
Последњи преживели играч са ове утакмице био је Италијан Пјетро Рава, који је преминуо 5. новембра 2006. у 90. години.

## Пут до финала
| Италија   | Италија     | Рунда          | Мађарска                 | Мађарска |
| --------- | ----------- | -------------- | ------------------------ | -------- |
| Противник | Резултат    | Финални турнир | Противник                | Резултат |
| Норвешка  | 2–1 (прод.) | Прво коло      | Холандска источна Индија | 6–0      |
| Француска | 3–1         | Четвртфинале   | Швајцарска               | 2–0      |
| Бразил    | 2–1         | Полуфинале     | Шведска                  | 5–1      |

## Утакмица

### Резиме
После шест минута, Ђино Колауси је започео утакмицу голом за Италију; Пал Титкош је два минута касније изједначио за Мађарску, али је Италија после нешто више од четврт сата игре повратила вођство голом Силвија Пиоле. Десет минута пре полувремена, Италија је повећала своје вођство на 3–1 након што је Колауси постигао свој други гол. Средином другог полувремена, капитен Мађарске Ђерђ Шароши смањио је вођство Италијана, али је осам минута пре краја Пиола постигао свој други гол и обезбедио победу Италије резултатом 4−2.

### Детаљи
| Италија                          | 4–2      | Мађарска               |
| -------------------------------- | -------- | ---------------------- |
| Колауси 6’, 35’ · Пиола 16’, 82’ | Извештај | Титкош 8’ · Шароши 70’ |

| Италија | Мађарска |

| Г            |  | Алдо Оливијери   |
| О            |  | Алфредо Фони     |
| О            |  | Пјетро Рава      |
| С            |  | Пјетро Серантони |
| С            |  | Микеле Андреоло  |
| С            |  | Уго Локатели     |
| Н            |  | Амедео Бјавати   |
| Н            |  | Ђузепе Меаца (к) |
| Н            |  | Силвио Пиола     |
| Н            |  | Ђовани Ферари    |
| Н            |  | Ђино Колауси     |
| Селектор:    |  |                  |
| Виторио Поцо |  |                  |

| Г            |  | Антал Сабо      |
| О            |  | Шандор Биро     |
| О            |  | Ђула Полгар     |
| С            |  | Ђула Лазар      |
| С            |  | Ђерђ Сич        |
| С            |  | Антал Салај     |
| Н            |  | Пал Титкош      |
| Н            |  | Ђула Женгелер   |
| Н            |  | Ђерђ Шароши (к) |
| Н            |  | Јене Винце      |
| Н            |  | Ференц Шаш      |
| Селектор:    |  |                 |
| Алфред Шафер |  |                 |

| Помоћне судије: Ханс Витрих (Швајцарска) Аугустин Крист (Чехословачка) | Правила - 90 минута - 30 минута продужетка ако је потребно - Доигравање ако је и даље нерешено - Измене нису дозвољене |